# Abbas Bagherpour Ardekani
Abbas Bagherpour Ardekani (* 1972) ist ein iranischer Diplomat.

## Werdegang
Abbas Bagherpour Ardekani schloss den Bachelor of Arts in  Internationale Beziehungen 1996 an der Fakultät für Internationale Beziehungen an der Universität Teheran ab. Danach schloss er 1999 einen Master in Öffentlichem internationalen Recht an der Universität Teheran ab. Sein Doktorat bekam er 2010 an ebendieser Universität in öffentlichem internationalem Recht verliehen. Seit April 1999 arbeitet er beim iranischen Außenministerium. Zunächst war er bis Dezember 2003 als Rechtsexperte in der Rechtsabteilung des Außenministeriums tätig. Von Januar 2004 bis Februar 2007 ging er als Zweiter Botschaftssekretär zur Ständigen Vertretung des Iran bei den Vereinten Nationen in New York. Von März 2007 bis Mai 2009 war er stellvertretender Direktor der Rechtsabteilung des Außenministeriums, von Juni 2009 bis August 2011 war er Direktor dieser Abteilung. Von September 2011 bis Oktober 2015 war er Generalkonsul in Genf und Ständiger Repräsentant des Iran bei den Vereinten Nationen in Genf. Von November 2015 bis Januar 2018 war er Berater des iranischen Außenministers und von Januar 2018 bis Mai 2020 war er Generaldirektor für internationale Rechtsfragen des Außenministeriums. Ab dem 30. Juni 2020 war Abbas Bagherpour Ardekani iranischer Botschafter in Österreich. Ende September 2024 kehrte er in den Iran zurück.

## Privates
Abbas Bagherpour Ardekani ist verheiratet und hat zwei Söhne.